# Шталаг 360
Шталаг 360 (нім. Stalag 360) — концентраційний табір в місті Рівне (сьогодні місто Рівненської області, Україна), створений німецьким Вермахтом для інтернованих військовополонених з рядового складу під час Другої світової війни. 28 червня 1941 року Рівне було окуповане німецькими військами і визначене центром Райхскомісаріату Україна, на території якого нацисти створили концтабір Шталаг 360.

## Структура Шталагу 360
Згідно з німецькими джерелами структура Шталагу 360 була наступною:
- Stalag 360 Рівне Ukraine 1.1942-9.1943
- Stalag 360 Житин/Рівне Ukraine 10.1943-3.1944
- Stalag 360/Z Здолбунів Ukraine
- Stalag 360/Z Дубно Ukraine
- Stalag 360/Z Луцьк Ukraine

## Особливості створенняШталагу360 та кількість загиблих
Фактично під час Другої світової війни на території м. Рівного діяли три концтабори для радянських військовополонених під загальною назвою Шталаг 360. Перший концтабір складався із двох відділень: одне відділення — поблизу території в'язниці у центрі міста, друге відділення — навпроти, на обгородженій частині території парку ім. Шевченка. Другий концтабір розташовувався на території військового містечка неподалік вулиці Білої. Третій концтабір гітлерівці розташували на околиці м. Рівного у напрямку с. Басів Кут та залізничного вузла Здолбунів. У місті знаходилися й інші концтабори для полонених, зокрема, навпроти міського цвинтаря Грабник.
Інформація про чисельність ув'язнених даних концтаборів базується на основі наявних архівних джерел та спогадів очевидців, проте не є повною: «…в таборі № 1 утримувалося близько 4-5 тис. ВП, у таборі № 2 — близько 2300 чол., у таборі № 3 в листопаді 1942 р. утримувалось 15 тис. ВП, поступово їх кількість зросла до 30 тис. … шталаг № 360, утримувалося у лютому 1942 р. — 7,9 тис. чол., у квітні 1942 — 3,9 тис., у червні 1942 р. — 16 тис., у грудні 1942 р. — 8,5 тис., у лютому 1943 р. — 11,3 тис., у червні 1943 р. — 1,6 тис., у вересні 1943 р. — 1 тис., у жовтні 1943 р. (Житин) — 3,3 тис.» Військовополонених використовували на фізично важких роботах, на розчищенні завалів зруйнованих вулиць; коли поширювалися епідемії тифу, дизентерії — хворих не лікували, виснажували голодом і тортурами. Був відсутній обігрів приміщень у холодну пору року, значна частина в’язнів перебувала просто неба за будь-якої погоди. Метою жахливих умов утримання, голоду і знущань було знищення гітлерівцями якомога більшої кількості радянських військовополонених. За спогадами очевидців близько двох тисяч в’язнів із республік Середньої Азії було звинувачено у канібалізмі і розстріляно. «Їм день-денно давали бурду, зварену з погано митих і неочищених бараболь, до якої іноді додавали трохи кінських кісток. І робилося це тільки раз денно в невеликій кількості. З цього приводу половина їх вимерло з голоду, а ті, що зісталися живими, нагадували кістяків, загорнутих у всяке брудне лахміття», — зазначав у спогадах про становище військовополонених відомий письменник і колишній в'язень Рівненської тюрми Улас Самчук. Згодом військовополонений Борис Крутіков так описував своє перебування у одному із відділень концентраційного табору у м. Рівному: «Шталаг-360» розташований на околиці міста у бік села Басів Кут і станції Здолбуново. На щастя, не в табір на вулиці Білій, з якого майже ніхто не вийшов на свободу, доля тих, хто туди потрапив, була заздалегідь вирішена. Раніше сюди прибув наш потяг. Тепер крім нашої групи сюди привозили виловлених втікачів, яких розподіляли по бараках. … Вранці почався перепис всіх прибулих і сортували по бараках і загорожах, як для худоби. Я з Іскандеровим потрапив у загорожу під відкритим небом. … Заступником воєнного коменданта у таборі був якийсь ст. лейтенант, що прославився своїми жорстокостями, прозваний Бородою. Цей садист знущався над військовополоненими, як міг, і реготав. Його улюбленим заняттям було спостерігати, як корчаться у муках піддані тортурам за будь-які провини в’язні. …  Тим часом із числа незадоволених радянською владою і тих, хто не витримував мук табірного життя, німці відбирали добровольців у тилові загони і охоронні батальйони. Із числа земляків Іскандерова і зрадників із республік Закавказзя і Середньої Азії формували військові підрозділи, а також охоронців і наглядачів табору. Пізніше дійшло і до росіян, яких агітували вступати в РОА генерала Власова. …Однак у нашому таборі переважна більшість лишилася вірною присязі, терпіла всі злигодні буття і думала про втечу. Годували нас, щоб не вмерли з голоду, хоча у багатьох уже були пухлі руки і ноги…».
На даний момент неможливо встановити точну кількість знищених військовополонених, оскільки гітлерівці розстрілювали у місцях масових захоронень і цивільних громадян. В районі вулиці Білої після звільнення м. Рівного у березні 1944 р. представниками судмедекспертизи Надзвичайної державної комісії з розслідування злочинів німецьких окупантів виявлено рештки тіл приблизно 82 тисяч людей.Згідно із дорученням  Надзвичайної Державної Комісії, яка досліджувала наслідки нацистських злодіянь на окупованих гітлерівцями територіях, з 1 по 10 березня 1944 р. на території міста було проведено судово-медичну експертизу у  місцях масових захоронень в’язнів Шталагу 360. Судово-медична комісія у складі обласного судово-медичного експерта майора медичної служби Рибакової Н. В., майора медичної служби Желєзновського В. Ф., військового судово-медичного експерта майора медичної служби Молчан В. А., при участі капітана юстиції Богопольського Л. С., вчителя Новака Т. Ф., протоієрея В. Пижицького, ксьондза рівненського костелу Ф. Савицького та за присутності інших місцевих жителів провела експертизу і встановила, що у Рівному та околицях у місцях масових розстрілів та поховань виявлено рештки понад 102 тисяч знищених військовополонених та цивільних громадян:
а) 49 000 чол. на вул. Білій поблизу дров’яного складу (військовополонені Шталагу 360);
б) 32500 чол. на вул. Білій поблизу городів (військовополонені Шталагу 360);
в) 17500 чол. в урочищі Сосонки (єврейське цивільне населення міста);
г) 3000 чол. в кар’єрі с. Видумка (знищення місцевого цивільного населення);
д) 500 чол. на території міської в’язниці.
На  основі проведених експертиз комісія дійшла висновку щодо часу загибелі та методів масового знищення людей, зокрема військовополонених Шталагу 360:
а) масові розстріли і захоронення трупів по вул. Білій поблизу дров’яного складу відбувались наприкінці 1941 р.;
б) масові розстріли по вул. Білій поблизу городів відносяться до 1942-1943 років;
в) розстріли і закопування трупів на території в’язниці відбувалися на початку 1944 р.
На міському цвинтарі Грабник захоронено приблизно 19 тисяч закатованих військовополонених і цивільних громадян, але оскільки ексгумація решток людей у 1944 р. не проводилася, можна назвати лише приблизні цифри. На території Райхскомісаріату Україна в межах сучасної Рівненської області також діяли концентраційні табори у містах Дубно, Корці, Костополі, Острозі, с. Тучин, смт. Клевань, смт. Рокитне.

## Об'єкти культурної спадщини Рівного, пов'язані із вшануванням пам'яті жертв Шталагу 360
На знак вшанування пам'яті загиблих у 1967 р. поряд із приміщенням колишньої рівненської в'язниці та місцем розташування колишнього концтабору для військовополонених за сучасною адресою вул. Соборна, 16 у невеликому сквері встановлено пам'ятний знак згідно із рішенням Ровенської міськради № 67 від 26. 05. 1966 р. Пам'ятний знак було взято на державний облік рішенням виконкому Ровенської обласної ради депутатів трудящих № 102 від 17. 02. 1970 р. Пам'ятний знак споруджено у вигляді стели прямокутної форми із червоного граніту, виготовленої за технологією «рваний камінь». На лицевій полірованій стороні викарбуваний напис: «Тут під час фашистської окупації гітлерівські вбивці замучили п'ятсот радянських громадян. Вічна пам'ять тим, хто віддав своє життя за щастя майбутніх поколінь!»
На вулиці Білій у Рівному неподалік території колишнього відділення концтабору Шталаг 360 у 1968 р. споруджено архітектурний меморіальний комплекс, присвячений закатованим жертвам нацистського концтабору. Авторами меморіалу є скульптори Б. Ричков, О. Пироженко, архітектор В. Герасименко. У центрі меморіалу — дві стели, нахилені одна до одної. Біля підніжжя стел — чотири бронзові фігури в'язнів, а сама композиція передає трагедію людей, приречених на смерть. Меморіальний комплекс розташовано на невеликому підвищенні, а з боку вулиці прорізані сходи. Ліворуч сходів на стіні — дата «1941 — 1945», праворуч — скульптура скорботної жінки. Перед скульптурним комплексом на гранітній плиті викарбувано пам'ятний напис, що розпочинається словами: «Зупинись, людино, поклонись землі, политій кров'ю батьків і братів наших. 82 тисячі радянських людей замучено на цьому місці кривавими фашистськими катами…»